# Bacanora
Bacanora – miasto w północno-wschodniej części meksykańskiego stanu Sonora, siedziba władz gminy Bacanora. Miasto jest położone około 300 km od Zatoki Kalifornijskiej oraz około 180 km na wschód od stolicy stanu Hermosillo. W 2005 roku ludność miasteczka liczyła 784 mieszkańców. Miasteczko powstało z misji jezuickiej założonej w 1627 roku, przez hiszpańskiego jezuitę Pedro José Méndeza na terenach Indian Opata.